# Leptopteracris rubripes
Leptopteracris rubripes är en insektsart som beskrevs av Frédéric Carbonell och Marius Descamps 1978. Leptopteracris rubripes ingår i släktet Leptopteracris och familjen gräshoppor. Inga underarter finns listade i Catalogue of Life.